# Alona Andruk
Alona Andruk, ukr. Альона Андрук (ur. 11 czerwca 1987 roku w Kijowie) – ukraińska kolarka szosowa, uczestniczka igrzysk olimpijskich w Londynie w 2012 roku.

## Życiorys
Wzięła udział w indywidualnym wyścigu ze startu wspólnego kobiet w czasie igrzysk w 2012 roku. Nie została jednak sklasyfikowana w klasyfikacji generalnej, ponieważ nie zmieściła się w narzuconych ramach czasowych.